# Mario Santos Moreira
Mario Santos Moreira (14 de outubro de 1960) é um administrador público brasileiro e atual Presidente da Fundação Oswaldo Cruz (Fiocruz). Formado em administração de empresas, realizou Mestrado em Saúde Pública, na Escola Nacional de Saúde Pública Sérgio Arouca (ENSP), em 2003, e em Gestão de Tecnologias e Inovação, na Universidade de Sussex, no Reino Unido, em 2005. Obteve Doutorado em Políticas Públicas pela Universidade Federal do Paraná, em 2018.
Ingressou no serviço público, em 1982, como analista, no Instituto Brasileiro de Geografia e Estatística (IBGE). Em 1994, passou para a Fiocruz. Inicialmente, atuou em diversas funções, em Bio-Manguinhos, tornando-se Chefe de Gabinete, entre 2005 e 2007. Participou da fundação do Instituto Carlos Chagas, uma das unidades técnico-científicas da Fiocruz. Durante a Presidência de Nísia Trindade Lima, ocupou a Vice-Presidência de Gestão e Desenvolvimento Institucional (2020-2022).
Com a indicação de Nísia Trindade para o Ministério da Saúde, tomou posse na Presidência da Fiocruz, em 12 de maio de 2023 até a conclusão do mandato em 2025. No ano seguinte, foi re-eleito, com 81,8% dos votos válidos, para o mandato de 2025-2028.
Em 2024, foi um dos homenageados com a Medalha de Mérito Oswaldo Cruz, oferecida pela Presidência do Brasil, em reconhecimento ao trabalho no combate à queda da cobertura vacinal.